# Lophocampa brunnescens
Lophocampa brunnescens är en fjärilsart som beskrevs av Rothschild 1909. Lophocampa brunnescens ingår i släktet Lophocampa och familjen björnspinnare. Inga underarter finns listade i Catalogue of Life.